# Utgräventjärnen, Jämtland
Utgräventjärnen är en sjö i Östersunds kommun i Jämtland och ingår i Ljungans huvudavrinningsområde.